# Фафара, Дез
Дез Фафара (настоящее имя Брэдли Джеймс Фафара; род. 12 мая 1966, Санта-Барбара, Калифорния) — вокалист и один из основателей ню-метал-группы Coal Chamber, впоследствии создал грув-метал-группу DevilDriver.

## Творчество
Дез выпустил 4 альбома с Coal Chamber. Три из них, Coal Chamber (1997, золотой статус), Chamber Music (1999), и Dark Days (2002), состояли из нового материала. Кроме того, были записаны альбомы ремиксов, раритетов и би-сайдов под названием Giving the Devil His Due (2003) и «Best Of» (2004). Coal Chamber расформирована в 2003 году, вскоре после Дез сформировал свою текущую группу DevilDriver. В настоящее время группа выпустила семь студийных альбомов: Devildriver (2003), The Fury of Our Maker’s Hand (2005), The Last Kind Words (2007), Pray For Villains (2009), Beast (2011), Winter Kills (2013), и Trust No One, который вышел 13 Мая 2016 года. DevilDriver был номинирован на Golden Gods Award в 2008 году за лучший прорыв метал-группы.

## Личные данные
Имеет португальские и сицилийские корни. Для Дэза музыка перестала существовать как хобби в 92-м году, прямо перед тем, как он опять собрался в составе группы Coal Chamber. С тех пор для Дэза музыка стала стилем жизни и способом заработать на жизнь. Дэз знает португальский и итальянский языки. Его отец, Тигер Фафара, был актёром. Жену Дэза зовут Анастасия, и она появляется на обложке второго альбома Coal Chamber — Chamber Music. У них 3 ребёнка: Тайлер, Симон и Калеп. Девятилетний Симон участвовал в записи песни «Tirades of Truth» в качестве дополнительного вокала. Также Фафара является веганом.